# Wake Green
Wake Green est un quartier historique du sud de Birmingham, entre Moseley (en), Hall Green (en) et Kings Heath.
Comme le quartier voisin de Sarehole, ce n'est pAs une adresse postale. Il était autrefois à cheval sur la limite des paroisses de Yardley (en) et de Kings Norton et constituait une zone de « terrains vagues », c'est-à-dire de terres qui n'avaient pas encore été cultivées. Dans le passé, il y avait un moulin sur pivot - Wake Green Mill - mentionné dans un acte de 1664 alors qu'il était en possession de Richard Grevis, juste au-dessus de ce qui est aujourd'hui Moseley Bog (en), une réserve naturelle.
Au fur et à mesure que la périphérie de Birmingham s'est construite au tournant du vingtième siècle, Wake Green a disparu sous les « villages » grandissants de Moseley et Kings Heath, devenant finalement le centre d'une nouvelle paroisse, celle de Sainte-Agnès, Moseley.

## Wake Green Road
Wake Green Road part du centre de Moseley et s'étend sur environ trois kilomètres vers le sud-est. Elle est bordée de plusieurs bâtiments classés :
- quatre maisons du début du XXe siècle (dont deux dans la zone de conservation de St. Agnes)
- Moseley School (en) également connue sous le nom de Spring Hill College
- une rangée de seize préfabriqués Phoenix, construits en 1945 en vertu de la loi sur le logement (hébergement temporaire), et toujours occupés[3].

On y trouve également la maison dans laquelle J. R. R. Tolkien a vécu pour la première fois (les cottages Gracewell) lorsqu'il est arrivé en Angleterre à l'âge de quatre ans, dans un hameau appelé alors Sarehole, en face du moulin de Sarehole.

## Galerie

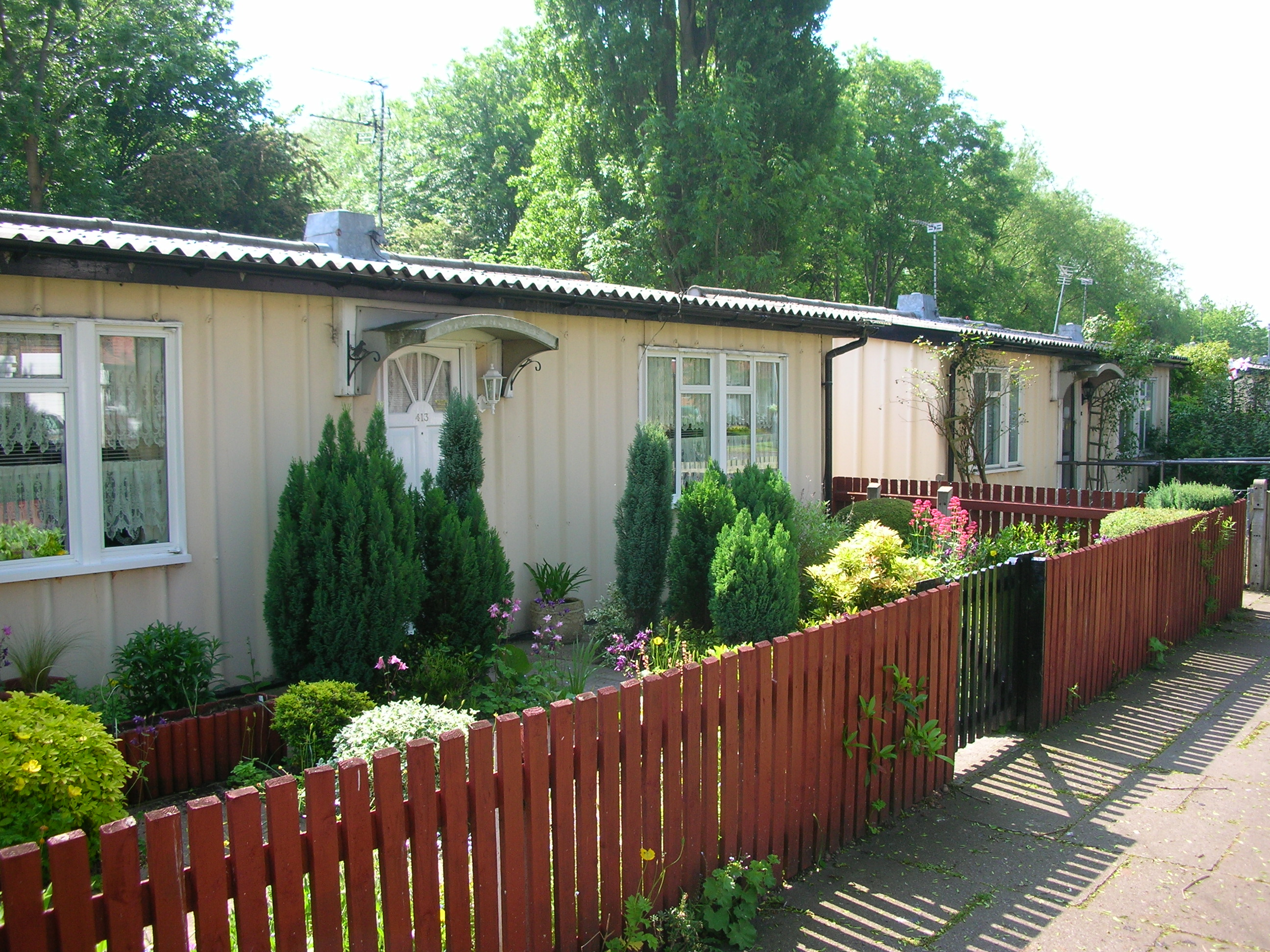
Les préfabriqués classés Phoenix, construits en 1945 comme logements temporaires, et toujours occupés.
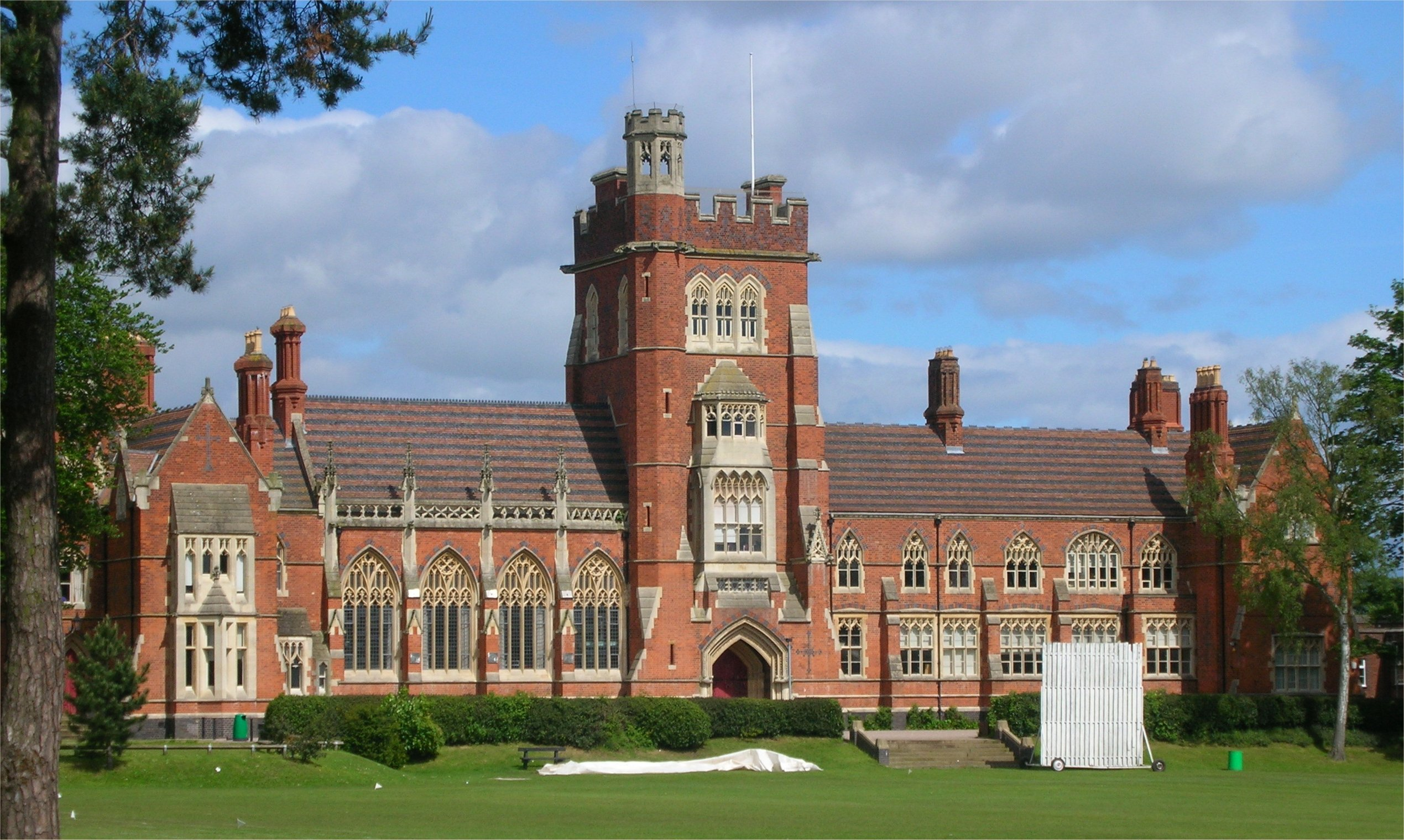
La Moseley School (en)